# کریستین فچنر
کریستین فچنر (انگلیسی: Christian Fechner; ۲۶ ژوئیهٔ ۱۹۴۴ – ۲۵ نوامبر ۲۰۰۸) کارگردان فیلم، تهیه‌کننده و فیلم‌نامه‌نویس اهل فرانسه بود.